# Воронцов, Иван Михайлович (Герой Советского Союза)
Иван Михайлович Воронцов (1915—2002) — советский военный. В Рабоче-крестьянской Красной Армии и Советской Армии служил в 1937—1939 и 1941—1947 годах. Участник Великой Отечественной войны. Герой Советского Союза (1945). Воинское звание — гвардии капитан.

## Биография

### До войны
Иван Михайлович Воронцов родился 12 декабря 1915 года в деревне Игнатьево Рыльского уезда Курской губернии Российской империи (ныне деревня Рыльского района Курской области Российской Федерации) в крестьянской семье. Русский.
Ивану Михайловичу не исполнилось ещё и трёх лет, когда погиб его отец. С ранних лет ему пришлось приобщиться к тяжёлому крестьянскому труду. С весны и до поздней осени вместе с матерью он трудился в поле, а зимой посещал деревенскую школу. Когда во второй половине 1920-х годов в Игнатьево был создан колхоз «Красный доброволец», Воронцовы вступили в него одними из первых. Это позволило Ивану Михайловичу окончить неполную среднюю школу и поступить учеником к местному кузнецу. Когда подростку исполнилось семнадцать лет, он завербовался на строительство второй очереди Киевской районной электростанции имени товарища Сталина. Работал арматурщиком, по вечерам занимался на подготовительных курсах, а затем поступил в Киевский электротехникум, который успешно окончил в 1937 году. Вскоре после окончания учёбы Киевским городским военкоматом И. М. Воронцов был призван в Рабоче-крестьянскую Красную Армию. Во время срочной службы окончил школу младших командиров, вступил в комсомол. После демобилизации в 1939 году вернулся в родную деревню и уже вскоре на очередной районной комсомольской конференции был избран секретарём райкома комсомола. С началом Великой Отечественной войны 2 июля 1941 года Рыльским районным военкоматом Курской области сержант И. М. Воронцов вновь был призван в Красную Армию. Военкомат рекомендовал его для поступления в бронетанковое училище, но из-за сложной военной обстановки вместе с другими несостоявшимися курсантами Иван Михайлович был отправлен на фронт.

### На фронтах Великой Отечественной войны
Воинский путь И. М. Воронцов начал на Западном фронте. Боевое крещение принял в Смоленском сражении. 21 июля в ожесточённых боях под Ярцево при отражении контратаки противника Иван Михайлович был ранен. До конца октября находился на излечении в госпитале, затем ещё не оправившегося после ранения бойца назначили начальником штаба пересыльного пункта 56-й армии. Командование армии вскоре обратило внимание на организаторские способности старшего сержанта Воронцова, и Иван Михайлович был направлен на курсы младших лейтенантов. В июне 1942 года новоиспечённый офицер получил назначение на должность командира взвода 71-го стрелкового полка 30-й стрелковой дивизии. Участвовал в боях на Дону в районе Азова, обороне Горячего Ключа. Во время Туапсинской оборонительной операции Битвы за Кавказ Иван Михайлович со своими бойцами сдерживал натиск противника на подступах к Хребтовому перевалу Главного Кавказского хребта. 12 декабря 1942 года за массовый героизм, мужество и высокое воинское мастерство личного состава 30-я стрелковая дивизия была преобразована в 55-ю гвардейскую, а 71-й стрелковый полк стал 166-м гвардейским. К началу контрнаступления советских войск на Северном Кавказе И. М. Воронцов получил звание гвардии старшего лейтенанта и принял под командование 5-ю стрелковую роту своего полка. 5 февраля 1943 года в бою северо-восточнее аула Натухай гвардейцы Воронцова штурмовым ударом опрокинули численно превосходившие силы противника и захватили тактически важную высоту, уничтожив при этом 2 ДЗОТа, 3 пулемётные точки и до 40 солдат и офицеров неприятеля. Стремясь вернуть утраченные позиции, немцы после мощной артиллерийской подготовки дважды переходили в контратаку. Приняв неравный бой, сильно поредевшая гвардейская рота Воронцова отразила натиск врага, истребив при этом более 30 вражеских солдат. При отражении второй контратаки дело дошло до рукопашного боя, в ходе которого Иван Михайлович уничтожил 11 военнослужащих вермахта, но и сам был тяжело ранен выстрелом снайпера.

### В 121-й гвардейской
После длительного лечения в госпитале И. М. Воронцов прошёл обучение на высших стрелково-тактических курсах «Выстрел», а затем был направлен на 1-й Украинский фронт в распоряжение штаба 13-й армии. Сначала Иван Михайлович принял под командование 2-ю стрелковую роту отдельного гвардейского учебного батальона 121-й гвардейской стрелковой дивизии. В этой должности он участвовал в Львовско-Сандомирской операции. Его рота отличилась в боях по расширению плацдарма на левом берегу реки Вислы. 27 августа 1944 года учебный батальон гвардии майора Н. Г. Румянцева был брошен в бой с задачей овладеть опорным пунктом немецкой обороны селом Собекурув (Sobiekurów, Опатувский повят, Свентокшиское воеводство, Польша). Смелым манёвром гвардии старший лейтенант Воронцов со своей ротой обошёл позиции немцев с фланга, и ворвавшись в населённый пункт, в ожесточённом бою истребил свыше 80 солдат и офицеров противника. В ходе боя его бойцы захватили четыре немецких пушки, из которых подбили два вражеских бронетранспортёра. Выбив немцев из Собекурува, рота Воронцова закрепилась на новых позициях. 28 августа противник попытался вернуть утраченные накануне позиции, но гвардейцы стойко удерживал занимаемые рубежи, отразив три яростные контратаки немцев. В ходе боя Иван Михайлович находился непосредственно в боевых порядках роты, словом и личным примером воодушевляя своих бойцов, и лично уничтожил 6 вражеских солдат.
К концу 1944 года 121-я гвардейская стрелковая дивизия была выведена во второй эшелон 102-го стрелкового корпуса. В период подготовки к Сандомирско-Силезской фронтовой операции гвардии старший лейтенант И. М. Воронцов был назначен командиром 1-го стрелкового батальона 337-го гвардейского стрелкового полка. 12 января 1945 года гвардейская дивизия генерал-майора Л. Д. Червония была введена в бой в районе населённого пункта Жицины (Życiny) к югу от Ракува (Raków). 337-й гвардейский стрелковый полк подполковника И. И. Холобцева за 13 дней наступления с боями прошёл около 600 километров и 25 января вышел к реке Одер в районе городка Кёбен (ныне село Chobienia, Любинский повят, Нижнесилезское воеводство, Польша). Задача первым форсировать водную преграду была поставлена перед 1-м стрелковым батальоном полка. В ночь с 25 на 26 января гвардейцы старшего лейтенанта Воронцова на подручных средствах начали переправляться на западный берег реки. Немцы обнаружили место переправы, когда штурмовой батальон уже преодолел середину Одера. Начался интенсивный обстрел со стороны немцев, но ответным огнём советской артиллерии огневые средства врага были быстро подавлены. Под прикрытием артиллеристов десантники высадились на немецкий берег недалеко от деревни Хохбаушвиц. Пока приданные батальону сапёры натягивали трос, ставший основой для будущей паромной переправы, гвардейцы, ведомые своим командиром, выбили немцев из прибрежных траншей, и преследуя отступающего противника и не давая ему закрепиться на новых рубежах, существенно расширили захваченный плацдарм в глубину. Утром 26 января батальон гвардии старшего лейтенанта Воронцова штурмом взял важный опорный пункт немцев деревню Мюльгаст (ныне Miłogoszcz, Любинский повят, Нижнесилезское воеводство, Польша), отбросив немцев от Одера более чем на 6 километров. Героические действия десантников во многом обеспечили успешное форсирование реки частями дивизии и дали возможность быстро организовать переправы для пропуска войск, артиллерии и тяжёлой техники.
В последующие дни под умелым руководством гвардии старшего лейтенанта И. М. Воронцова батальон продолжал успешно отражать контратаки врага и расширять плацдарм. К 28 января гвардейцы вышли на северную окраину Брёдельвитца (ныне Brodów, Любинский повят, Нижнесилезское воеводство, Польша), а 29 января овладели крупным населённым пунктом Раудтен (ныне село Rudna, Любинский повят, Нижнесилезское воеводство, Польша), где захватили большие трофеи и взяли в плен более 200 военнослужащих вермахта. В тот же день командир 337-го гвардейского стрелкового полка гвардии подполковник И. И. Холобцев представил И. М. Воронцова к званию Героя Советского Союза. Вскоре Ивану Михайловичу было присвоено воинское звание гвардии капитана.
Пока решался вопрос о награждении в вышестоящих инстанциях, батальон И. М. Воронцова продолжал геройствовать в Силезии. 12 февраля 1945 года во время Нижне-Силезской операции части 121-й гвардейской стрелковой дивизии форсировали реку Бобер и завязали бои за город Зорау. 13 февраля город был взят, но группировка противника продолжала угрожать правому флангу дивизии. 14 февраля 1945 года батальон Воронцова стремительно продвинулся на север и завязал бой за населённый пункт Бенау (ныне Bieniów, Хелмский повят, Люблинское воеводство, Польша), тем самым перекрыв немцам дорогу на Зорау. Будучи отрезанными от основных сил дивизии превосходящими силами врага, гвардейцы заняли круговую оборону и в течение пяти дней в условиях острого дефицита боеприпасов отражали беспрерывные контратаки немецкой пехоты и бронетехники. В ходе боестолкновений бойцы Воронцова уничтожили две бронеединицы и свыше 100 солдат и офицеров врага. Ещё 54 военнослужащих вермахта были взяты в плен. 19 февраля на помощь Воронцову подошёл 3-й стрелковый батальон. Объединив усилия, гвардейцы полностью очистили Бенау от войск противника.
Развивая дальнейшее наступление на запад 121-я гвардейская стрелковая дивизия к моменту завершения операции вышла на рубеж реки Нейсе, выполнив поставленную боевую задачу. За умелое руководство батальоном и личное мужество, проявленное в боях, приказом от 25 марта 1945 года гвардии капитан И. М. Воронцов был награждён орденом Красного Знамени, а 10 апреля указом Президиума Верховного Совета СССР ему было присвоено звание Героя Советского Союза. Высокие правительственные награды Ивану Михайловичу командование обещало вручить в поверженном Берлине, но пройти последние 80 километров до столицы Германии ему было не суждено. В самом начале Берлинской операции в боях за город Форст Воронцов был в третий раз тяжело ранен. День Победы он встретил в госпитале.

### После войны
После тяжёлого ранения Иван Михайлович долго лечился в госпиталях. Однако здоровье не позволило ему остаться на военной службе и в 1947 году он был отправлен в запас. После увольнения из армии жил в Ростове-на-Дону. Окончив в 1950 году Ростовскую областную партийную школу, многие годы работал председателем Кировского райисполкома, а затем секретарём Пролетарского райкома КПСС города Ростова-на-Дону.
Умер 27 марта 2002 года. Похоронен в Ростове-на-Дону на Северном кладбище.

## Награды
- Медаль «Золотая Звезда» (10.04.1945)[8].
- Орден Ленина (10.04.1945)[8].
- Орден Красного Знамени (25.03.1945)[7].
- Орден Отечественной войны 1-й степени (06.04.1985)[10].
- Орден Отечественной войны 2-й степени (14.09.1944)[4].
- Орден Красной Звезды (23.02.1943)[3].
- Медали, в том числе:

медаль «За оборону Кавказа».

## Память
Мемориальная доска в честь Героя Советского Союза И. М. Воронцова установлена в Ростове-на-Дону по адресу: Ворошиловский проспект, 75.

Мемориальная доска в Ростове-на-Дону
Мемориальная доска
Могила на Северном кладбище Ростова-на-Дону

## Документы
- Общедоступный электронный банк документов «Подвиг Народа в Великой Отечественной войне 1941—1945 гг.» Дата обращения: 13 августа 2014. Архивировано из оригинала 7 марта 2012 года. Номера в базе данных:

Представление к званию Героя Советского Союза (архивный реквизит 150006340).
Указ Президиума Верховного Совета СССР от 10 апреля 1945 года (архивный реквизит 46727893).
Ходатайство на имя Верховного Главнокомандующего (архивный реквизит 46757588).
Орден Красного Знамени (архивный реквизит 35834547).
Орден Отечественной войны 1-й степени (архивный реквизит 1510921503).
Орден Отечественной войны 2-й степени (архивный реквизит 34356121).
Орден Красной Звезды (архивный реквизит 16766810).